# Tangaroa beattyi
Tangaroa beattyi là một loài nhện trong họ Uloboridae.
Loài này thuộc chi Tangaroa. Tangaroa beattyi được miêu tả năm 1983 bởi Opell.